# Dichotomius planicollis
Dichotomius planicollis är en skalbaggsart som beskrevs av Gillet 1911. Dichotomius planicollis ingår i släktet Dichotomius och familjen bladhorningar. Inga underarter finns listade i Catalogue of Life.